# Mark Milligan
Mark Daniel Milligan (ur. 4 sierpnia 1985 w Sydney) – piłkarz australijski, występujący na pozycji obrońcy lub defensywnego pomocnika w szkockim klubie Hibernian F.C.

## Kariera klubowa
Pierwszym klubem w karierze Milligana był klub z Sydney, Northern Spirit FC. W latach 2004–2005 był zawodnikiem Blacktown City Demons, a od lata 2005 do 2008 roku grał w drużynie Sydney FC. W A-League Milligan debiutował 27 listopada 2005 roku w meczu z Adelaide United. W sezonie 2005/2006 zagrał 10 razy w ligowych meczach. Przez cały sezon był podstawowym zawodnikiem swojej drużyny aż do półfinałowego meczu z Adelaide United, kiedy to dostał czerwoną kartkę. Wykluczyło go to wówczas z finału, w którym to jednak Sydney FC poradziło sobie bez Milligana i wygrało z Central Coast Mariners. W 2008 roku odszedł do Newcastle Jets, w którym spędził jeden sezon. W 2009 roku po raz pierwszy przeszedł do klubu zagranicznego zostając zawodnikiem chińskiego Shanghai Shenhua. W Chinach występował tylko przez jeden sezon, a przed rozpoczęciem kolejnego przeniósł się do JEF United, które akurat spadło do J. League Dywizja 2. Po zakończeniu sezonu 2011 mając jeszcze rok kontraktu odszedł na wypożyczenie do Melbourne Victory. Jego drużyna zajęła 8. miejsce w sezonie regularnym i nie awansowała do fazy finałowej w związku z czym pod koniec marca 2012 roku, wrócił do Japonii wypełnić kontrakt. W lipcu 2012 roku rozwiązał kontrakt z JEF United i wrócił do Melbourne podpisując trzyletni kontrakt. Po zakończeniu sezonu 2014/2015 emiracki klub – Baniyas SC zaoferował kwotę miliona dolarów za Milligana, która była równa klauzuli odkupu. Australijczyk przeszedł do nowego klubu podpisując dwuletnią umowę. Po wypełnieniu umowy w Emiratach powrócił do Melbourne Victory podpisując roczny gwiazdorski kontrakt. Po zaledwie pół roku został po raz drugi w karierze sprzedany za kwotę miliona dolarów tym razem do klubu z Arabii Saudyjskiej – Al-Ahli Dżudda. Latem 2018 roku został zawodnikiem Hibernian F.C.

## Kariera reprezentacyjna
Milligan reprezentował Australię w Młodzieżowych Mistrzostwach Świata w 2005 roku w Holandii. W reprezentacji Australii Milligan zadebiutował 7 czerwca 2006 roku w meczu z reprezentacją Liechtensteinu wchodząc na boisko w 85 minucie. Obok Michaela Beauchampa został jednym z dwóch zawodników grających w A-League powołanych przez Guusa Hiddinka do 23-osobowej kadry na Mistrzostwa Świata w Niemczech. Nie zagrał tam jednak ani minuty.
Po Mistrzostwach wyszedł po raz pierwszy w wyjściowym składzie reprezentacji na mecz eliminacji do Pucharu Azji w których Australia startowała po raz pierwszy. W 2007 roku pojechał z reprezentacją na turniej finałowy Pucharu Azji, gdzie Australia odpadła w ćwierćfinale. W 2010 roku znalazł się w szerokiej oraz ostatecznej kadrze swojego kraju na Mistrzostwa Świata w Piłce Nożnej 2010. W 2011 roku zdobył swoją pierwszą bramkę w kadrze, pokonując bramkarza reprezentacji Indonezji w meczu eliminacji do Pucharu Azji 2011. W 2014 roku znalazł się w składzie reprezentacji na Mistrzostwa Świata w Piłce Nożnej 2014, gdzie wystąpił w przegranym 3-1 spotkaniu z reprezentacją Chile.
W 2015 roku był kluczową postacią drużyny, która po raz pierwszy w historii zdobył mistrzostwo Azji. Co prawda nie wystąpił w pierwszym meczu turnieju, ale potem zagrał we wszystkich pięciu spotkaniach łącznie z finałowym meczem przeciwko Korei Południowej. Podczas eliminacji do Mistrzostw Świata 2018 wystąpił w 15. z 18. meczów reprezentacji, a także rozegrał oba barażowe dwumecze: przeciwko Syrii oraz przeciwko Hondurasowi. W turnieju finałowym zagrał we wszystkich trzech meczach grupowych.